# トゥーリオ・マラヴィーリャ
トゥーリオ・マラヴィーリャ (Túlio Maravilha) こと、トゥーリオ・ウンベルト・ペレイラ・コスタ（Túlio Humberto Pereira Costa, 1969年6月2日 - ）は、ブラジル・ゴイアス州ゴイアニア出身の元同国代表の元サッカー選手。現役時代のポジションはフォワード。

## 経歴
ブラジル国外でのプレー経験が少ないが、ブラジル国内では高い知名度を誇る。ブラジル全国選手権1部で3回の得点王に輝いている（1989年、1994年、1995年）他、2部・3部でも得点王を取っている（2部は2008年、3部は2002年、2007年）。2010年1月、通算900ゴールを達成したとされる。通算ゴール数には諸説あるが、900ゴールはトゥーリオ本人が認める数字である。

## 所属クラブ
- 1988年 - 1992年  ゴイアスEC
- 1992年 - 1993年  FCシオン
- 1994年 - 1996年  ボタフォゴFR
- 1997年  SCコリンチャンス・パウリスタ
- 1997年  ECヴィトーリア
- 1998年  ボタフォゴFR
- 1999年  フルミネンセFC
- 1999年  クルゼイロEC
- 1999年  ヴィラ・ノヴァFC
- 2000年  ADサンカエターノ
- 2000年  ボタフォゴFR
- 2001年  ヴィラ・ノヴァFC
- 2001年  サンタクルスFC
- 2002年  ウーイペシュトFC
- 2002年 - 2003年  ブラジリエンセFC
- 2003年  アトレチコ・ゴイアニエンセ
- 2003年  ECトゥピ（ポルトガル語版）
- 2004年  クラブ・ホルヘ・ウィルステルマン
- 2004年  AAアナポリナ
- 2005年  ヴォルタ・レドンダFC
- 2005年  ECジュベントゥージ
- 2005年  アル・シャバブ・リヤド
- 2006年  ヴォルタ・レドンダFC
- 2006年  ナシオナル・ファスト・クルーベ（ポルトガル語版）
- 2006年  AEカネデンセ（ポルトガル語版）
- 2006年  ネロポリスEC（ポルトガル語版）
- 2007年  AEカネデンセ
- 2007年 - 2008年  ヴィラ・ノヴァFC
- 2009年  イツンビアラEC
- 2009年  ゴイアニアEC（ポルトガル語版）
- 2009年  アソシアソン・ボタフォゴFC（ポルトガル語版）
- 2010年  ACDポチグアル・セリドエンセ（ポルトガル語版）
- 2010年 - 2011年  アソシアソン・ボタフォゴFC
- 2011年  レオン・デ・サン・マルコスEC（ポルトガル語版）
- 2011年  マナウスEC（ポルトガル語版）
- 2011年  AEカネデンセ
- 2011年  ボンスセッソFC
- 2012年  クルーベ・ソシエダージ・エスポルチーヴァ（ポルトガル語版）
- 2012年  タナビEC（ポルトガル語版）
- 2012年  ボタフォゴFR
- 2013年  ヴィラヴェリェンセFC（ポルトガル語版）
- 2014年  アラシャEC
- 2018年  アトレチコ・カリオカ
- 2018年 - 2019年  CAタボン・ダ・セーハ

## タイトル

### 個人
- カンピオナート・ブラジレイロ・セリエA 得点王 : 1989, 1994, 1995
- カンピオナート・ブラジレイロ・セリエB 得点王 : 2008
- カンピオナート・ブラジレイロ・セリエC 得点王 : 2002, 2007
- カンピオナート・カリオカ 得点王 : 1994, 1995, 2005
- カンピオナート・ゴイアーノ 得点王 : 1991, 2001, 2008

## 代表歴
- 1990年 - 1995年 ブラジル代表
  - 代表通算 - 15試合13得点